# AnyWalker
AnyWalker — устройство, которое передвигается в любой среде, открывает двери, поднимается и спускается по лестницам, преодолевает пороги и препятствия различной конфигурации.

## Описание
AnyWalker — российский стартап, финалист трека Robotics федерального акселератора GenerationS. Это шасси, способное свободно передвигаться по труднопроходимой местности на двух конечностях.

## Особенности конструкции
Главная особенность AnyWalker — система динамической стабилизации, позволяющая аппаратам, созданным на базе данной разработки, перемещаться в пространстве.
В AnyWalker разделены системы стабилизации и перемещения. Особенности конструкции дают множество зон статической устойчивости, а система динамической стабилизации позволяет добиваться устойчивого состояния равновесия даже при потере опорной поверхности под одной ногой.
Разработчик — доцент кафедры оптоэлектроники физико-технического факультета Кубанского госуниверситета, заведующий лабораторией робототехники и мехатроники, кандидат физико-математических наук Игорь Рядчиков.

## Возможности AnyWalker
AnyWalker способен:
- Передвигаться по труднопроходимой местности
- Открывать двери, поворачивать вентили, задвижки и нажимать кнопки
- Работать в узких помещениях тамбуров и канализационных коллекторов
- Перемещаться по дну водоёма
- Маневрировать в условиях невесомости
- Стабилизировать различные конструкции — роботов, съёмочные платформы, беспилотные летательные аппараты и многие другие устройства

## Технические характеристики
AnyWalker следующими характеристиками:
- 2 ноги
- 3 ортогональных маховика
- Сопротивляемость опрокидывающему воздействию мощностью до 100 Вт
- Преодоление препятствий от 1,5 до 4,5 метров в высоту
- Расчётная скорость передвижения в режиме шага — 5 км/ч
- Расчётная скорость передвижения в режиме качения — 10 км/ч
- Время автономного функционирования — 5 часов
- Удалённое управление оператором
- Видео- и фотосъёмка

## Применение
AnyWalker используется в повседневной жизни как робот-помощник. Робот может применяться в сервисной и персональной робототехнике, в сфере обороны, а также как образовательная платформа для обучения механике, программированию, кибернетике и теории управления различными системами, процессами и объектами.
Кроме того, систему можно использовать при создании устройств для людей с ограниченными возможностями.

## Существующие аналоги
- BigDog — робот, разработанный в США, предназначен для переноски тяжестей и снаряжения в недоступных для транспорта местах[9].
- Atlas — антропоморфный робот, способный перемещаться на двух ногах, предназначен для передвижения по пересеченной местности[10].
- Spot — полностью автономное четырёхногое роботизированное устройство, предназначенное для выполнения поставленных перед ним задач как в помещении, так и на открытом пространстве[11].

Основное отличие аналогичных роботов от AnyWalker — реализация движения. Данные роботы решают задачу передвижения в пространстве численно, с помощью алгоритмов глубокого обучения.

## Развитие проекта
В декабре 2015 года AnyWalker участвовал в треке Robotics федерального акселератора GenerationS-2015 и вышел в финал. Проект поддержал оператор трека Robotics Московский технологический институт. В разработку прототипов МТИ вложил более 3 млн рублей.
2 декабря 2015 года Игорь Рядчиков представил свою разработку в Токио на международной робототехнической выставке iREX — International Robot Exhibition 2015.
До мая 2016 года разработчики планируют продать ограниченную партию роботов в вузы, которые занимаются управлением, кибернетической физикой и робототехникой, а также получить статус резидента «Сколково».
В конце июня 2016 года AnyWalker будет участвовать в экспозиции ISR 2016, которая является частью выставки Automatica в Мюнхене.
Согласно плану развития, производство шасси может вырасти до тысячи копий ежегодно, а объёмы продаж AnyWalker на глобальном рынке достигнут $10–15 млн в год.

### Странички разработчиков
- Игорь Рядчиков в ВКонтакте: https://vk.com/ryadchikov
- Игорь Рядчиков на сайте GenerationS: http://generation-startup.ru/profile/5026

### Видеорепортажи
- AnyWalker в передаче «Анатомия дня». — НТВ
- «Утро Кубань 24» о разработке Игоря Рядчикова. — Телеканал «Кубань 24»
- Кубанские ученые создали робота-универсала. — ГТРК «Кубань»
- Краснодарские ученые создали робота, который в будущем сможет выполнять работу по дому. — ОТР
- Созданный кубанскими учеными робот победил на всероссийском конкурсе стартапов в Москве. — Телеканал «Кубань 24»

### Статьи
- Constructive solution of the robotic chassis AnyWalker. — ResearchGate — описание конструкции робота (англ.)
- Разработка молодого ученого КубГУ получила инвестиции по итогам GenerationS-2015. — Юга.ру
- Игорь Рядчиков даёт интервью. — «Собака.ru»
- Московский технологический институт инвестирует 90 млн рублей в проекты акселератора Robotics GenerationS. — «Nano News Net»
- Кубанский робот-универсал победил в конкурсе. Архивная копия от 9 апреля 2016 на Wayback Machine — «Россия Кубань»
- Московский технологический институт инвестирует 90 млн рублей в проекты акселератора Robotics GenerationS. — «Научная Россия»
- Гость из будущего. В Токио стартовала всемирная выставка робототехники. — Российская газета
- Не надо стесняться желания покорить мир. Федеральные эксперты на пермской площадке оценили разработки молодых стартаперов. — Новый компаньон
- Российские инженеры удивили Японию своими роботами. — «Занимательная робототехника»
- Робот высокой проходимости примет участие в технологическом конкурсе в Сколково от Краснодарского края. — vkpress
- Россия принимает участие в международной выставке роботов в Японии. — Московский комсомолец
- Рождение сверхновых: победители GenerationS 2015 года. — Lenta.ru
- Проекты создания нейрошлема и биометрического конструктора обрели инвестора. — globalsib
- Разработка молодого ученого КубГУ — лидер по робототехнике в стране. — Кубанский государственный университет
- МТИ вкладывается в робототехнические проекты акселератора GenerationS. — Firrma